# Elise Last

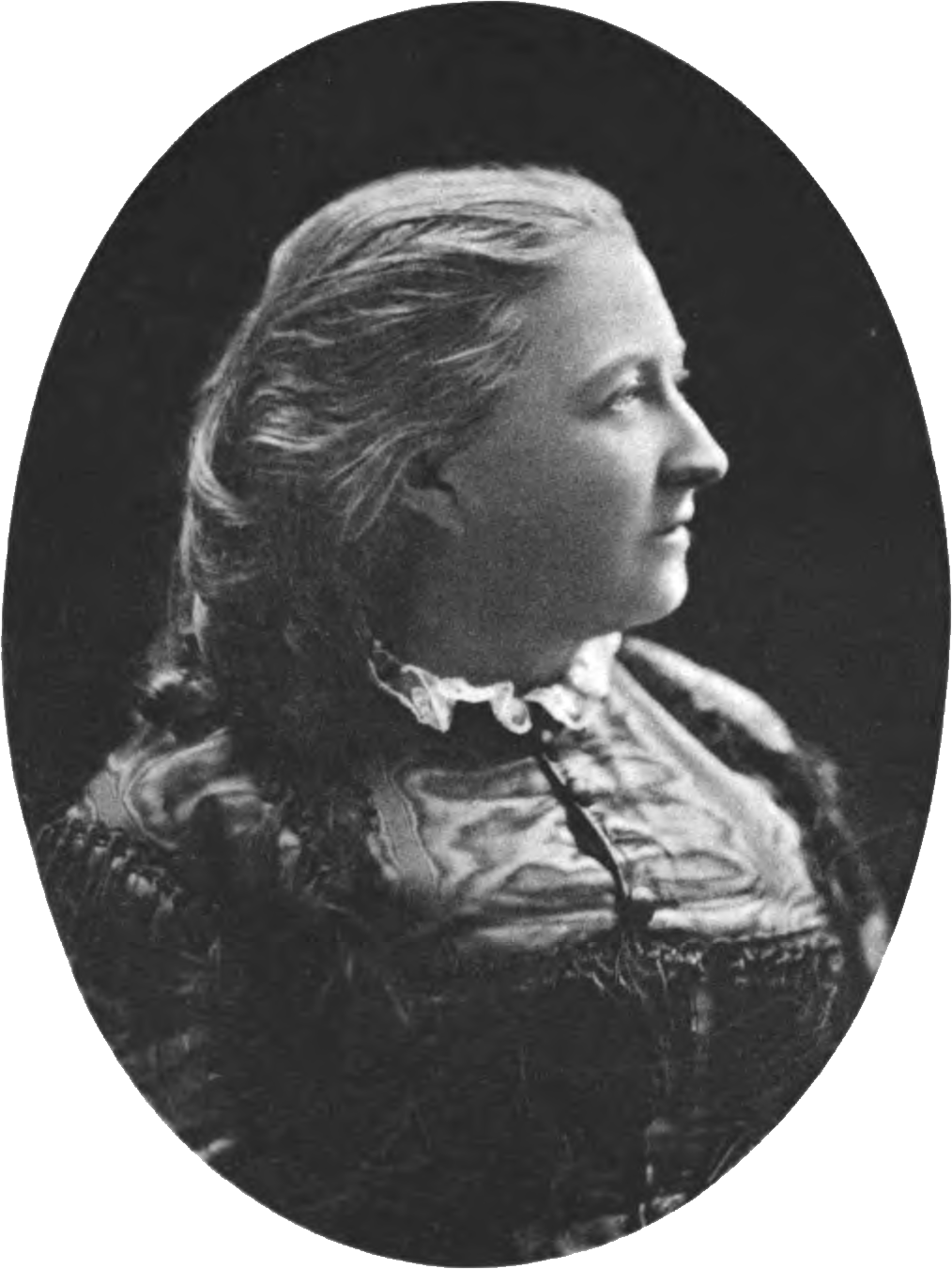
Elise Last (1884)

Elise Last (* 25. April 1827 in Leipzig als Clara Elise oder Klara Elise Jasper; † 28. Juni 1888 in Ober-Dürrwien, Pressbaum) war eine deutsche Leihbibliothekarin und populärwissenschaftliche Schriftstellerin. Sie publizierte über die Philosophen Schopenhauer und Kant.

## Leben
Elise Last war die Tochter des Buchhändlers Johann Christoph Caspar, der ein Verleger Goethes war. Sie zog zu Verwandten in Wien und heiratete dort am 24. August 1850 ihren Cousin Albert Last. In der von ihr angekauften Leihbücherei arbeitete das Paar gemeinsam überaus erfolgreich, das Unternehmen stellte über Jahrzehnte einen „bedeutenden Kulturfaktor Wiens“ dar.
Last konnte keine höhere Schulbildung erlangen, beschäftigte sich jedoch autodidaktisch mit Philosophie und Literatur, angeblich angeregt durch die Leiden ihres erkrankten Sohnes. Über Schopenhauer gelangte sie zu Kant, dessen Theorien sie im Herbst 1877 eine populärwissenschaftliche Vorlesung widmete. Bereits im Februar des gleichen Jahres hatte sie einen Vortrag über Peter Philipps Eine versinkende Welt gehalten.
In den folgenden Jahren verfasste sie drei populärwissenschaftliche Bücher zu Kant, Schopenhauer und zu deutscher Dichtung. Zeitgenössische Berichte betonen den Umstand, dass die (auch öffentliche) Beschäftigung mit Philosophie für eine Frau ihrer Generation ungewöhnlich war.
Last ließ ab 1881 am Lastberg in Rekawinkel (Ober-Dürrwien) eine Villenanlage errichten, wo sie 1888 starb. Sie wurde in Pressbaum beerdigt.

## Werke
- Mehr Licht! Die Hauptsätze Kant’s und Schopenhauer’s in allgemein verständlicher Darlegung. Grieben, Berlin 1879 (Volltext in der Google-Buchsuche).
- Mehr Licht! Neue Folge: Die deutsche Dichtung in ihrem Wesen und ihrer inneren Bedeutung. Grieben, Berlin 1880 (Volltext in der Google-Buchsuche)
- Die realistische und idealistische Weltanschauung entwickelt an Kants Idealität von Zeit und Raum. Grieben, Leipzig 1884 (Volltext in der Google-Buchsuche).